# Pseudomystus siamensis
Pseudomystus siamensis – gatunek słodkowodnej ryby sumokształtnej z rodziny bagrowatych (Bagridae). Występuje w dorzeczach Mekongu, Maeklongu i Chao Phraya (Menam) oraz w rzekach półwyspiarskiej części Tajlandii. Dorasta do 15 cm długości standardowej. Żyje do 4 lat. Z natury spokojna, żeruje w nocy lub gdy jest bardzo głodna. Nie lubi światła, w dzień chowa się w kryjówkach lub pod innymi rybami. Ubarwienie czarne z jasnymi, pionowymi paskami nieregularnego kształtu. Kolor pasków jest uzależniony od wieku ryby.